# Grand Prix Monaka 1966
Grand Prix Monaka 1966 (oficiálně XXIV Grand Prix Automobile de Monaco) se jela na okruhu Circuit de Monaco v Monte Carlu v Monaku dne 22. května 1966. Závod byl prvním v pořadí v sezóně 1966 šampionátu Formule 1.

## Závod
| Poř.   | No. | Jezdec          | Konstruktér     | Počet kol | Čas/Odstoupení | Pořadí na startu | Body |
| ------ | --- | --------------- | --------------- | --------- | -------------- | ---------------- | ---- |
| 1      | 12  | Jackie Stewart  | BRM             | 100       | 2:33:10.5      | 3                | 9    |
| 2      | 16  | Lorenzo Bandini | Ferrari         | 100       | + 40.2         | 5                | 6    |
| 3      | 11  | Graham Hill     | BRM             | 99        | + 1 kolo       | 4                | 4    |
| 4      | 19  | Bob Bondurant   | BRM             | 95        | + 5 kol        | 16               | 3    |
| Ret    | 9   | Richie Ginther  | Cooper-Maserati | 80        | Převodovka     | 9                |      |
| NC     | 21  | Guy Ligier      | Cooper-Maserati | 75        | + 25 kol       | 15               |      |
| NC     | 18  | Jo Bonnier      | Cooper-Maserati | 73        | + 27 kol       | 14               |      |
| Ret    | 4   | Jim Clark       | Lotus-Climax    | 60        | Zavěšení       | 1                |      |
| Ret    | 10  | Jochen Rindt    | Cooper-Maserati | 56        | Motor          | 7                |      |
| Ret    | 14  | Jo Siffert      | Brabham-BRM     | 35        | Spojka         | 13               |      |
| Ret    | 6   | Mike Spence     | Lotus-BRM       | 34        | Zavěšení       | 12               |      |
| Ret    | 7   | Jack Brabham    | Brabham-Repco   | 17        | Převodovka     | 11               |      |
| Ret    | 17  | John Surtees    | Ferrari         | 16        | Převodovka     | 2                |      |
| Ret    | 8   | Denny Hulme     | Brabham-Climax  | 15        | Převodovka     | 6                |      |
| Ret    | 2   | Bruce McLaren   | McLaren-Ford    | 9         | Únik oleje     | 10               |      |
| Ret    | 15  | Bob Anderson    | Brabham-Climax  | 3         | Motor          | 8                |      |
| DNS    | 20  | Phil Hill       | Lotus-Climax    |           |                |                  |      |
| WD     | 1   | Chris Amon      | McLaren-Ford    |           |                |                  |      |
| WD     | 3   | Peter Arundell  | Lotus-BRM       |           |                |                  |      |
| WD     | 5   | Richard Attwood | BRM             |           |                |                  |      |
| Zdroj: |     |                 |                 |           |                |                  |      |

## Průběžné pořadí po závodě
Pohár jezdců
| Pořadí | Jezdec          | Body |
| ------ | --------------- | ---- |
| 1      | Jackie Stewart  | 9    |
| 2      | Lorenzo Bandini | 6    |
| 3      | Graham Hill     | 4    |
| 4      | Bob Bondurant   | 3    |
| Zdroj: |                 |      |

Pohár konstruktérů
| Pořadí | Konstruktér | Body |
| ------ | ----------- | ---- |
| 1      | BRM         | 9    |
| 2      | Ferrari     | 6    |
| Zdroj: |             |      |